# Batman: Mask of the Phantasm
Batman: Mask of the Phantasm (također znan i kao Batman: The Animated Movie) je američki animirani film iz 1993. godine koji se temelji na izmišljenom liku Batmana DC Comicsa'''.
Nakon velikog uspjeha animiranih serija o Batmanu, Warner Bros. zadužuje Alana Burnetta da napiše priču, surađujući s piscima Paulom Dinijem, Michaelom Reavesom i Martinom Paskom. Nakon napornih osam mjeseci rada, film su pustili u kina, s pozitivnim kritikama.

## Radnja
Tijekom sastanka kriminalnih šefova u Gotham Cityju, gangster Chuckie Sol ubijen je od strane misterioznog, plaštem zaogrnutog čovjeka nedugo nakon što je Batman upao na sastanak. S obzirom na sličnost između Batmana i misterioznog duha, Batmana krive za smrt Chuckija Sola. Vijećnik Arthur Reeves pred medijima govori kasko je Batman javna prijetnja gradu, a zatim prisustvuje na zabavu u vili Batmanovog alter-ega, milijardera Brucea Waynea, te ga zadirkuje zbog nesretne ljubavi, te kako je pustio bivšu djevojku, Andreu Beaumont, da ode.
Tada se Bruce prisjeća kako je, jednog dana na groblju susreo Andreu. Te iste noći, Bruce navlači masku i kreće sprijećiti pljačku. Uspio je, ali ga je obeshrabrilo to što ga se kriminalci nisu bojali. Gotovo u isto vrijeme, Bruce zapoćinje ljubav s Andreom, te ju nakon nekog vremena zaprosi, ali Andrea misteriozno nestaje s ocem, Carlom Baeumontom, te mu vraća prsten se porukom da ju zaboravi. Vjerujući da je izgubio samo šanse za normalan život, Bruce po prvi put navlači masku Batmana.
Ponovo u sadašnjosti, misteriozni osvetnik pronalazi i ubija drugog gangstera, Buzza Bronskog. Batman otkriva kako Andrein otac ima zajedničku prošlost s ubijenim gangsterima. Sljedeća ubojičina meta, Salvatore Valestra, koji otkriva da misteriozni osvetnik ubija članove njegove stare mafije i shvaća da je on sljedeći na redu, traži pomoć od Jokera.